# Slapsko
Slapsko település Csehországban, a Tábori járásban. Slapsko Oldřichov, Šebířov, Mladá Vožice és Neustupov településekkel határos. Lakosainak száma 134 fő (2024. január 1.).

## Népesség
A település lakosságának változását az alábbi diagram mutatja:
| Lakosok száma | 488  | 445  | 464  | 283  | 199  | 131  | 147  | 147  | 149  | 134  |
|               | 1869 | 1890 | 1921 | 1950 | 1980 | 2001 | 2017 | 2019 | 2022 | 2024 |